# Николаос Манос (кмет)
 Тази статия е за кмета на Солун.  За революционера от Бел камен вижте Николаос Манос (революционер).  
Николаос Емануил Манос (на гръцки: Νικόλαος Εμμανουήλ Μάνος) е гръцки политик, кмет на Солун и деец на Гръцката въоръжена пропаганда в Македония.

## Биография
Роден е в 1875 година в Кожани, Османската империя, където завършва основно училище. Брат е на гръцките дейци Атанасиос и Василиос Манос. В 1887 година Николаос се установява в Солун, където учи във Френското търговско училище. Работи като застрахователен агент и през 1896 г. отваря своя собствена кантора в Турбали хан (днес площад „Емборио“). Занимава се с търговия с моторни превозни средства и резервни части.
Участва активно в дейността на гръцката общност и на гръцкия революционен комитет в града. Обявен е за агент от ІІ ред. След като Солун е анексиран от Гърция става кмет на града. Умира в 1947 година в Солун.
Женен е за Йоана Ксантиду, с която имат три деца – Елени, Христос и Емануил.